# Arana (Burgos)
Arana es una localidad del municipio burgalés de Condado de Treviño, en la Comunidad Autónoma de Castilla y León (España). 

## Localidades limítrofes
Confina con las siguientes localidades:
- Al norte con Moscador de Treviño.
- Al noreste con Armentia.
- Al este con Argote.
- Al sureste con San Martín de Galvarín.
- Al sur con Moraza.
- Al suroeste con San Martín Zar.

## Demografía
Evolución de la población
| Gráfica de evolución demográfica de Arana entre 2000 y 2017        |
|                                                                    |
| Población de derecho (2000-2017) según el padrón municipal del INE |

## Historia
Así se describe a Arana en el tomo II del Diccionario geográfico-estadístico-histórico de España y sus posesiones de Ultramar, obra impulsada por Pascual Madoz a mediados del siglo XIX:

Aldea en la provincia, audiencia territorial y capitanía general de Burgos (18 leguas), partido judicial de Miranda de Ebro (4), diócesis de Calahorra (16), ayuntamiento de Treviño; Situada en una hondonada a la derecha de la carretera que conduce de Vitoria a Logroño; le combaten los vientos N y E disfrutando de clima saludable, pues solo se padecen algunos constipados. Tiene 5 casas y una iglesia parroquial dedicada a la Asunción de Nuestra Señora. Dentro de la población hay una fuente de abundante y exquisita agua que aprovechan los habitantes para su consumo doméstico; y a sus inmediaciones una ermita bajo la advocación de San Andrés. Confina el término por N con el de Moscador, por E con el de San Martín de Zar, ambos a ¼ de legua, por S con el de San Martín de Galbarín a ¼, y por O con los de Pedruzo, Armentia y Argote a ½. El terreno es de mediana calidad y se halla fertilizado por las aguas de tres fuentes que brotan en diferentes parajes. Además de los caminos locales le atraviesa la carretera real que dirige de Vitoria a Logroño. La correspondencia la recibe de aquella ciudad por medio de un valijero; Producciones: trigo, cebada, avena, centeno y algunas legumbres; cría ganado vacuno, caballar y lanar, y caza de perdices. Población: 5 vecinos, 22 almas. Contribución: con el ayuntamiento.
Diccionario geográfico-estadístico-histórico de España y sus posesiones de Ultramar